# Mela

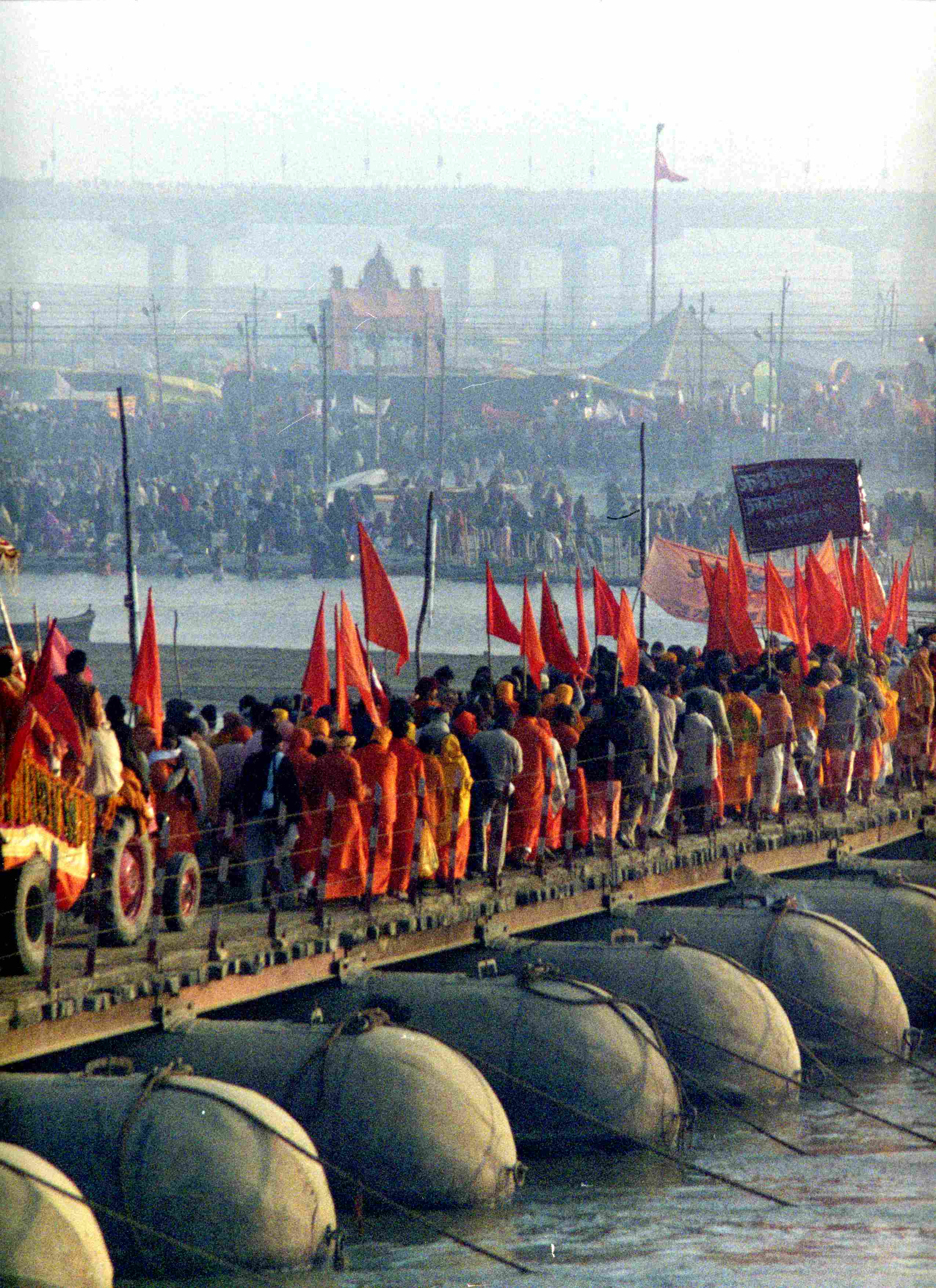
Una procesión de Akharas pasando sobre un puente provisional sobre el río Ganges Kumbh Mela en Prayagraj, 2001

Mela (en sánscrito: मेला) es un término que significa "reunión", "congregar" o "feria". Se usa en el subcontinente indio para referirse a reuniones o encuentros de cualquier tamaño con fines religiosos, comerciales, culturales o deportivos. En algunas tradiciones rurales los melas o ferias de pueblo tenían (y en algunos casos todavía tienen) gran importancia. Esto llevó a que se expandieran por todo el mundo gracias a las comunidades de la diáspora del sur de Asia, deseosas de llevar algo de aquella tradición a sus nuevos países. 
En tiempos recientes "Mela" también se utiliza popularmente para referirse a un espectáculo o una exposición. Pueden ser temáticos, promoviendo una cultura, expresión artística o habilidad concretas. Generalmente, en los "melas" pueden encontrarse lugares para comer, actividades recreativas, tiendas y juegos. 
El Kumbhamela, celebrado cada doce años en Prayagraj, Haridwar, Nashik y Ujjain es una de las festividades más multitudinarias de la India. En enero de 2001 se reunieron en ella alrededor de 60 millones de personas, convirtiéndola en la mayor reunión del mundo.

## Melas destacados de Asia del sur
- Feria de Pushkar
- Feria de ganado de Sonepur
- Mela de Shaheedi Jor
- Mela de Chiraghan
- Mela Maghi en Mukatsar
- Kumbhamela
  - Kumbhamela de Prayagraj 
  - Kumbhamela de Haridwar
  - Nashik-Trimbakeshwar Simhastha
  - Ujjain Simhastha
- Mela de Jagannath Ratha-Yatra
- Mela de Kapal Mochan Mela, Haryana[3][4]
- Mela de Gangasagar en Isla Sagar

## Manifestaciones fuera de Asia del sur
En su uso moderno fuera de Asia del sur, "mela" se ha convertido en un término que muestra una notable diversidad de interpretación en todas partes, tal y como ocurre en Asia Del sur. Pueden encontrarse un mela nepalés en los EE. UU. o un mela bengalí en Londres, como el Mela Baishakhi. Los "mela" son considerados como festividades ampliamente multiculturales (aunque principalmente asiáticas) que incorporan música, baile, comida y otros aspectos culturales más mayoritarios.
Desde la década de 1980 se celebra regularmente un número creciente de melas en grandes ciudades fuera de Asia del sur, especialmente en el Reino Unido y América del Norte. Los mayores melas suelen tener lugar en los lugares cuyas poblaciones incluyen los grupos más grandes de minoría étnicas, pero muchos melas se celebran en comunidades con diásporas de Asia del sur pequeñas. El carácter comunitario de estos melas es un aspecto importante para las comunidades de Asia del sur, que las ven como oportunidades para compartir su patrimonio cultural dentro de las manifestaciones culturales  mayoritarias de los lugares donde viven. Son oportunidades para tender puentes de entendimiento y para el desarrollo comunitario y pueden tener una importante función de cohesión social.

## Melas destacados fuera del  subcontinente asiático
- Southampton Mela (Reino Unido)
- Newcastle Mela (Reino Unido)
- Nottingham Mela (Reino Unido)
- Middlesbrough Mela (Reino Unido)
- London Mela (Reino Unido)
- Manchester Mega Mela (Reino Unido)
- Glasgow Mela (Reino Unido)
- Edimburgh Mela (Reino Unido)
- Cardiff Mela (Reino Unido)
- Preston Mela (Reino Unido)
- Punjabi Mela, Centreville, VA (EE. UU.)
- Milan The Hague (Países Bajos)
- Oslo Mela Festival (Noruega)
- Brooklyn Mela, Coney Isla Ave, Nueva York (EE. UU.)
- Martti Mela (Finlandia)